# Клементе, Луи
Луи Клементе (англ. Louie Clemente, род. 23 января, 1965, США) — один из членов начального состава группы Testament. Он записал с этой группой такие альбомы как The Legacy, The New Order, Practice What You Preach, Souls Of Black и The Ritual; также он есть на некоторых концертниках и сборниках группы.

## Биография
Родился 23 января 1965 года. В 1983 году вошёл в состав группы Testament в качестве барабанщика и проработал в составе этой группы 10 лет. В 1993 году не смог поехать с группой в очередной тур из-за проблем с суставами и вышел из состава Testament. Затем отошёл от музыки и занялся продажей мебели. В 2005 году участвовал в европейском реюнион-туре группы «10 Days in May Tour» как участник первого состава Testament, разделив ударные партии с Джоном Темпестой.